# Dichotomius fonsecae
Dichotomius fonsecae är en skalbaggsart som beskrevs av Luederwaldt 1925. Dichotomius fonsecae ingår i släktet Dichotomius och familjen bladhorningar. Inga underarter finns listade i Catalogue of Life.